# Bennwil
Bennwil es una comuna suiza del cantón de Basilea-Campiña, situada en el distrito de Waldenburgo. Limita al norte con la comuna de Hölstein, al este con Diegten, al sureste con Eptingen, al sur con Langenbruck, y al oeste con Oberdorf y Niederdorf.

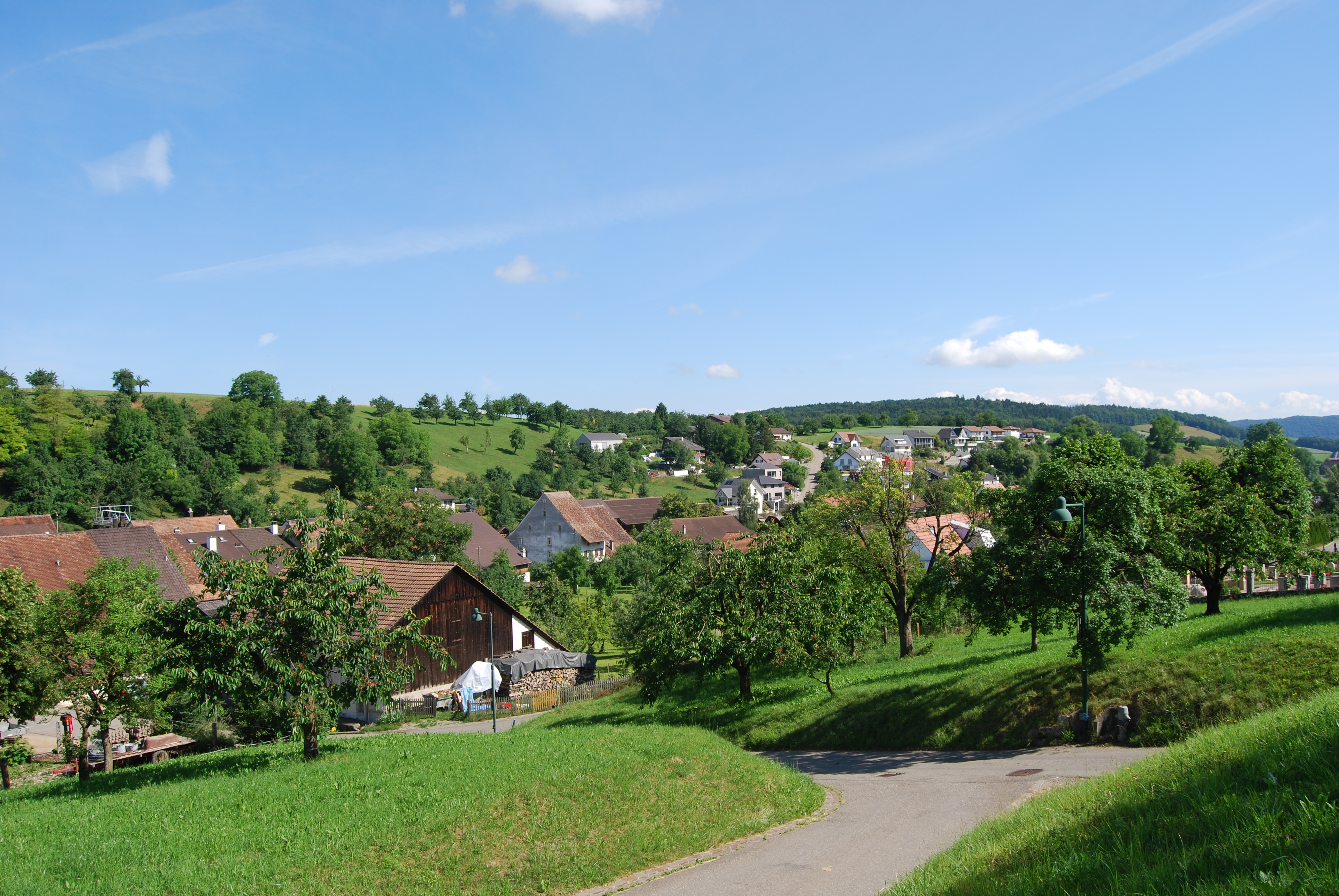
Bennwil